# Poids public
« Bascule publique » redirige ici. Pour les autres significations, voir Bascule.
Pour les articles homonymes, voir Poids (homonymie).

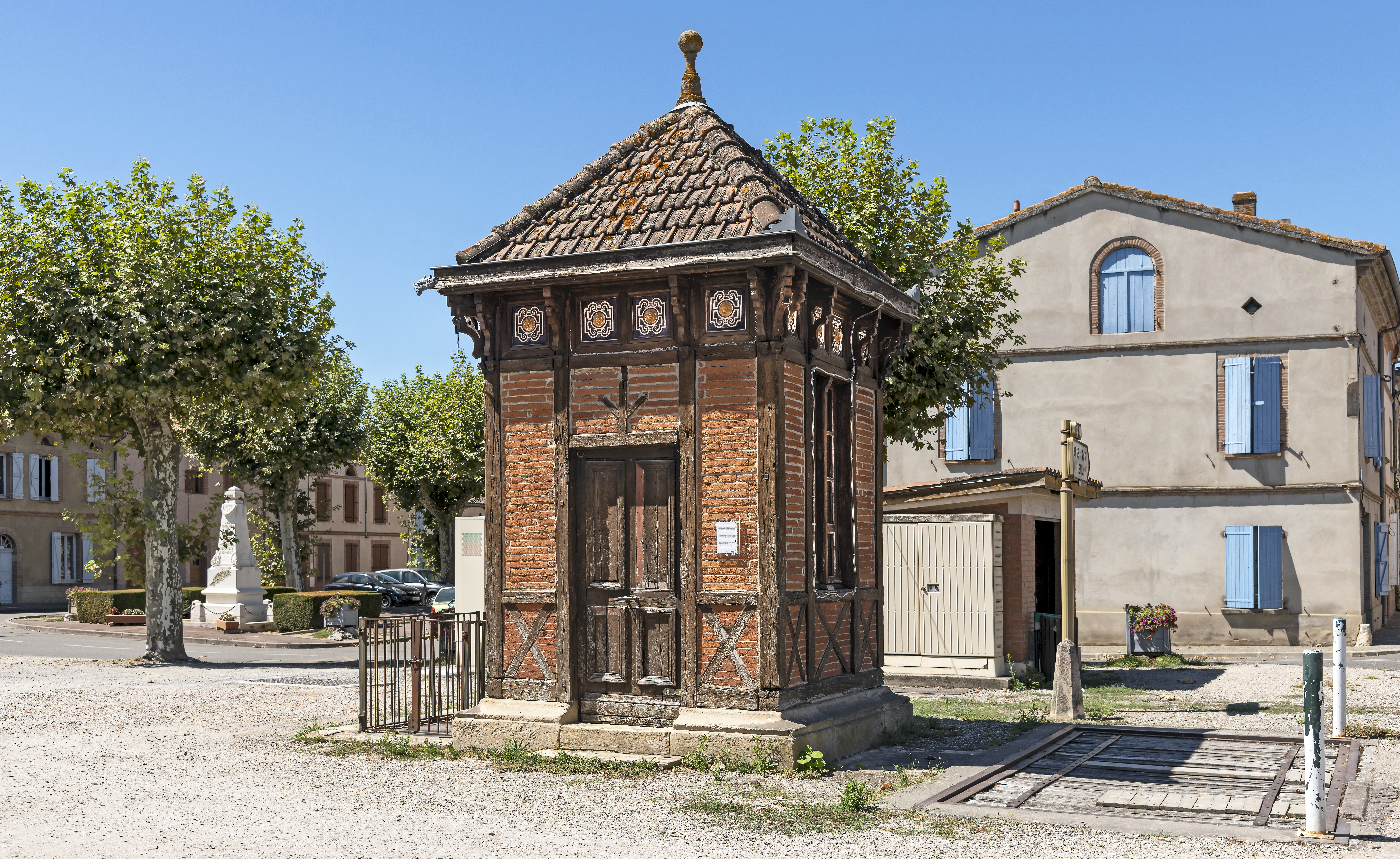
Le poids public à Buzet-sur-Tarn

Un poids public, ou bascule publique, est un ouvrage architectural. Il est situé généralement au centre d'une ville, à proximité d'une gare, d'un bureau de poste ou d'un lieu de marché, et permet de déterminer le poids de tout véhicule routier ou d'animaux tels que des porcs ou vaches pour ensuite les vendre à un prix correspondant.

## Présentation
Le poids public est utilisé dans le commerce ou le transport pour évaluer le poids de marchandises ou la tare d'un véhicule.
En France, la plupart des poids publics sont installés au début du XIXe siècle. Leur utilisation est devenue désuète au XXe siècle ; certaines constructions sont conservées et font partie du patrimoine national. La gestion des sites actifs est confiée à la DRIRE. La proximité des poids publics en centre a amené certains établissements contigus au dispositif à se nommer Auberge du poids public.

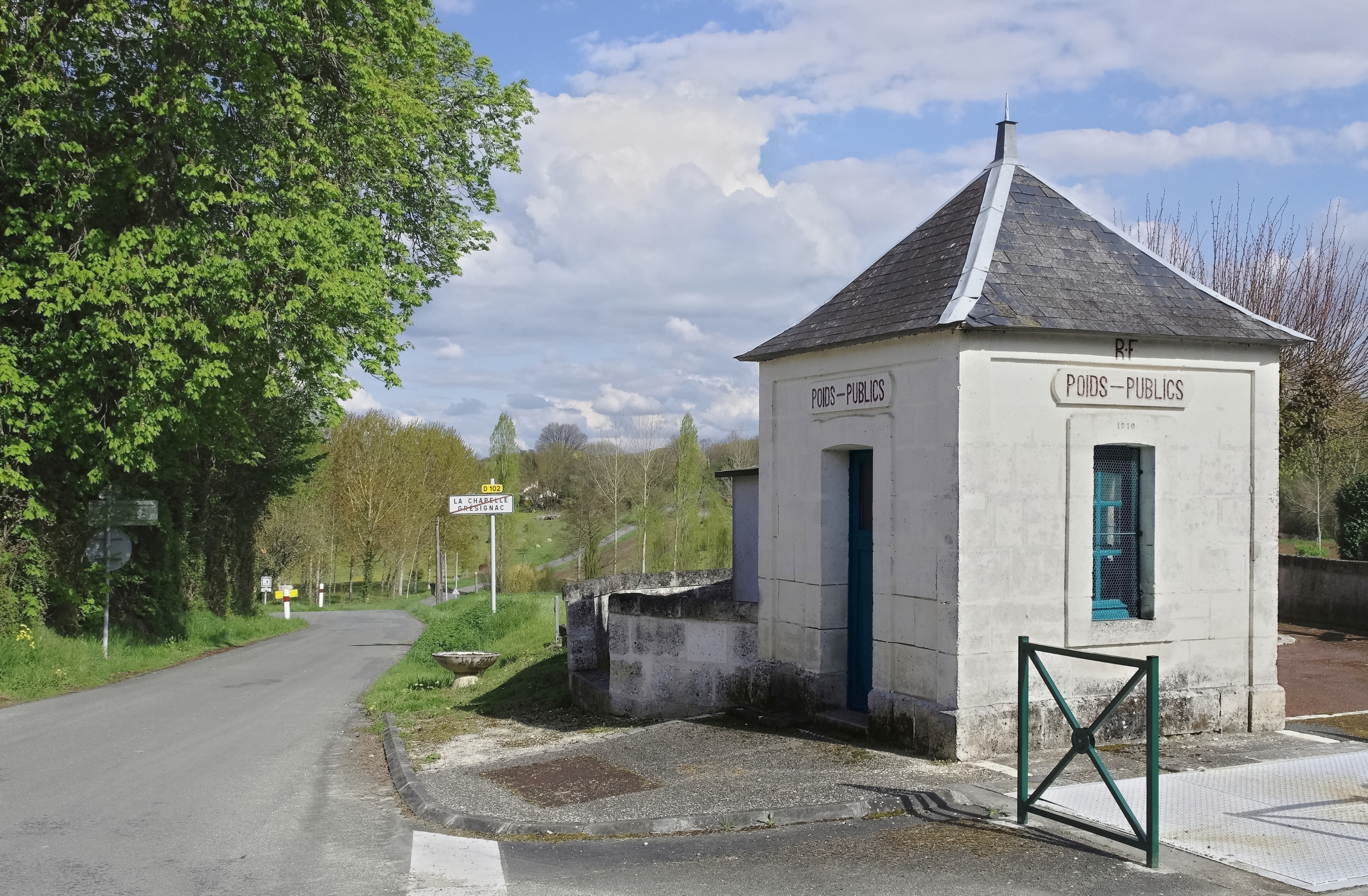
Poids public à La Chapelle-Grésignac.
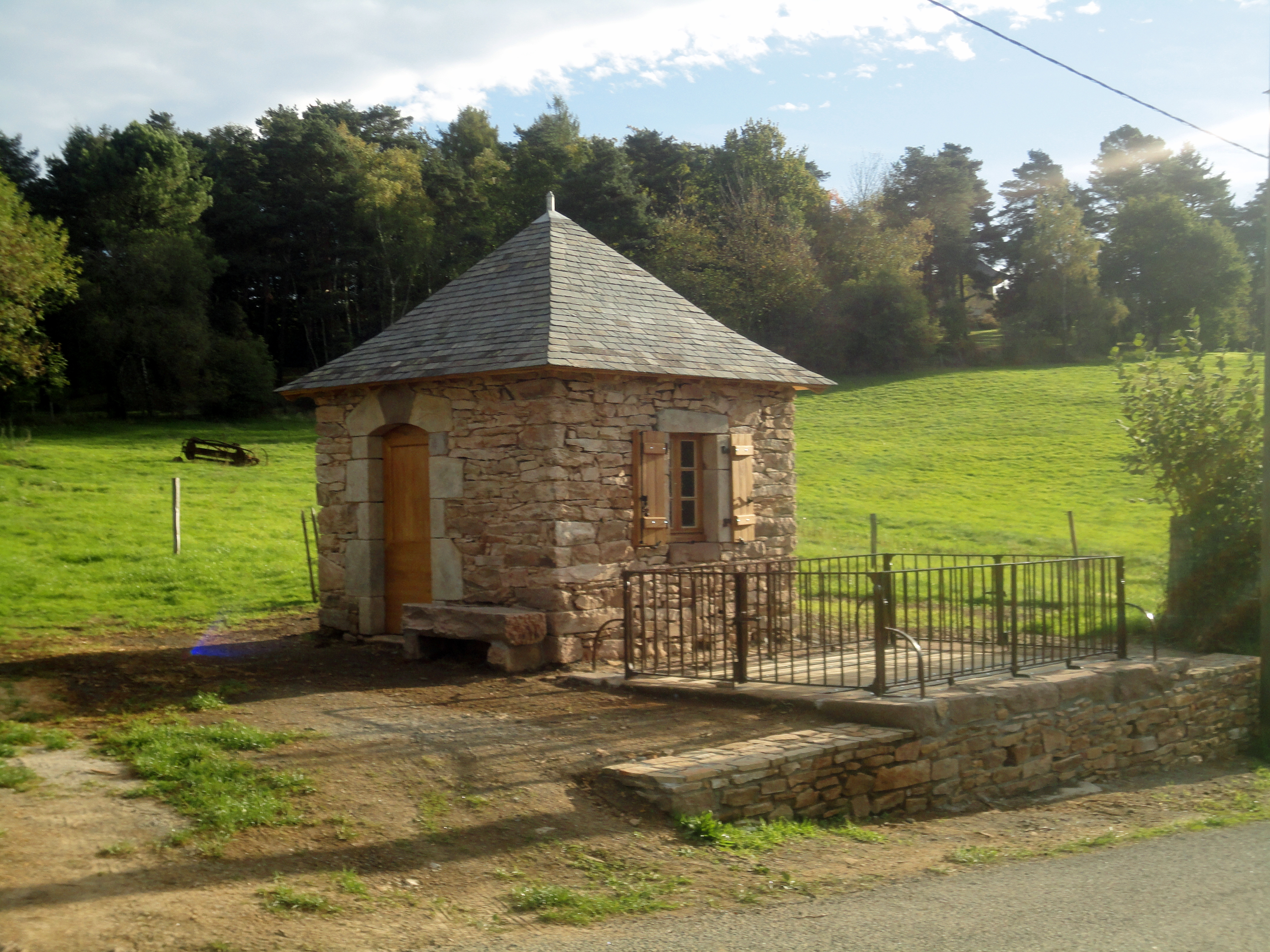
Bascule du Peyroux à Saint-Hilaire-Peyroux.
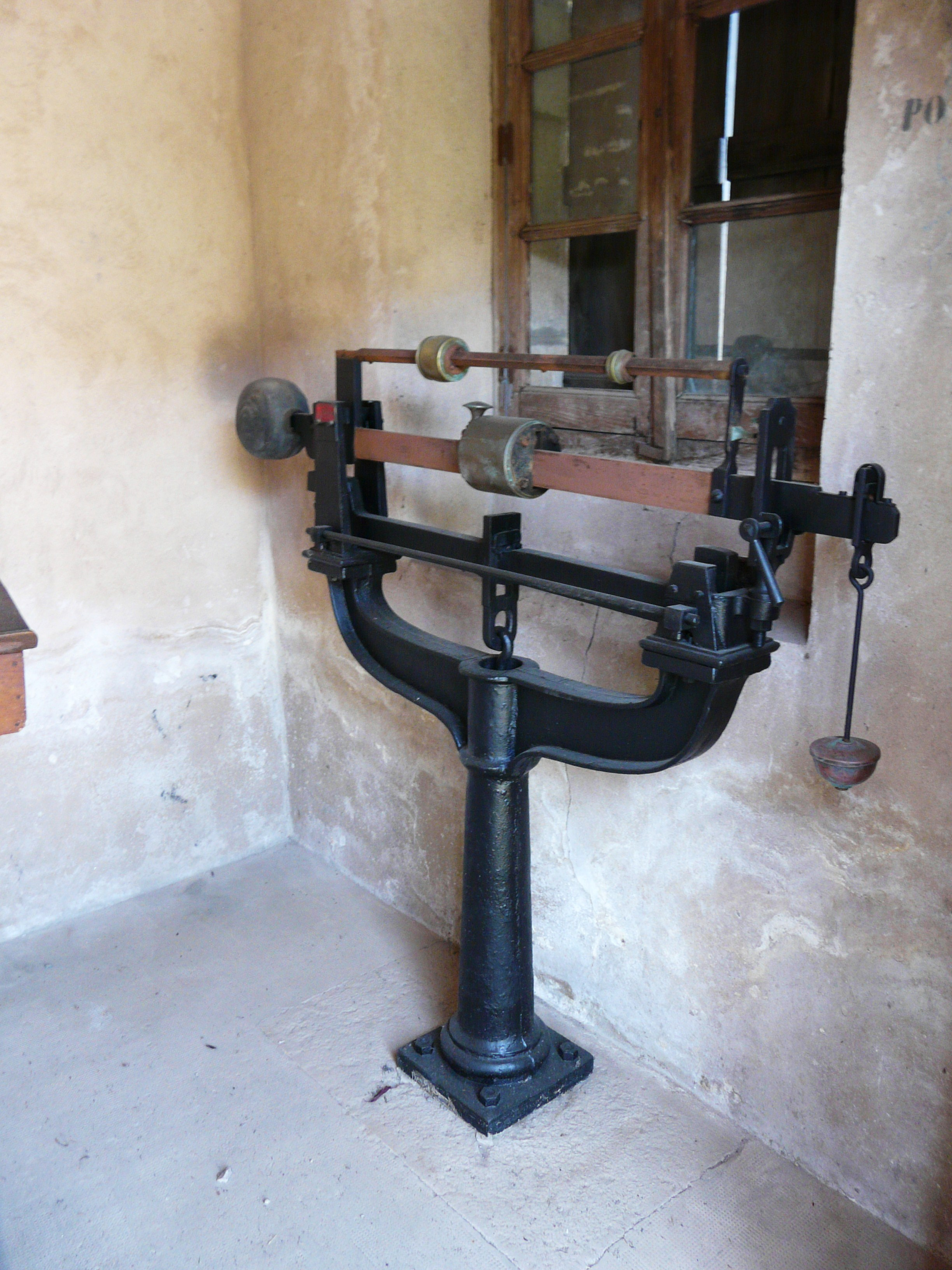
Balance à l'intérieur de la bascule publique de Villac.
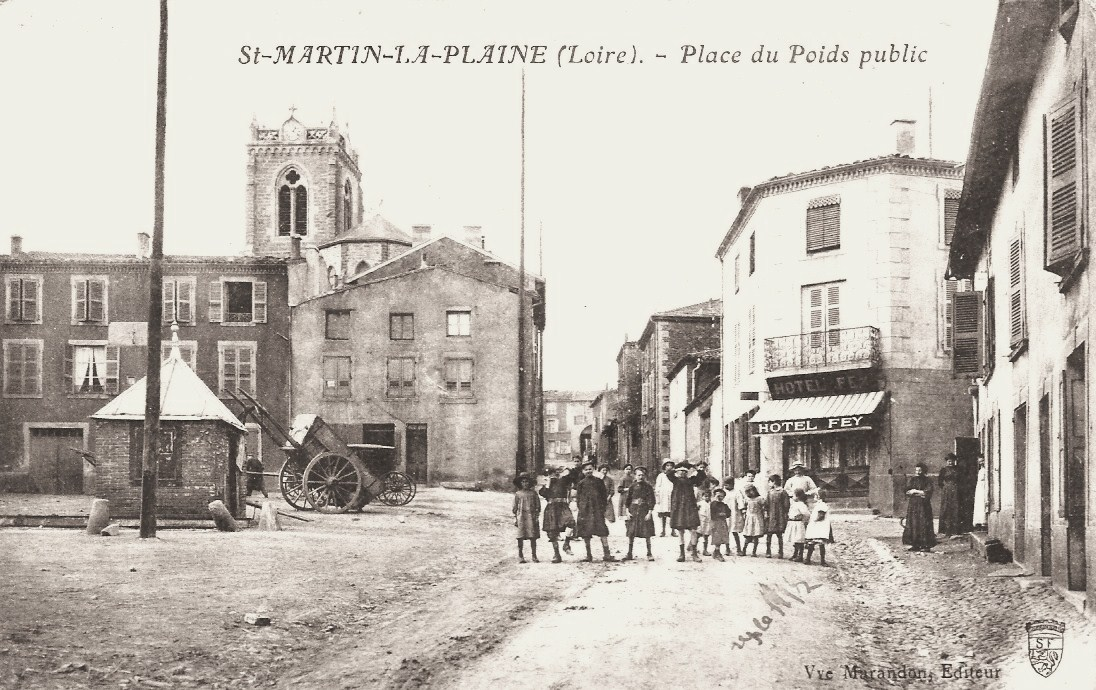
Ancienne place au poids public à Saint-Martin-la-Plaine.
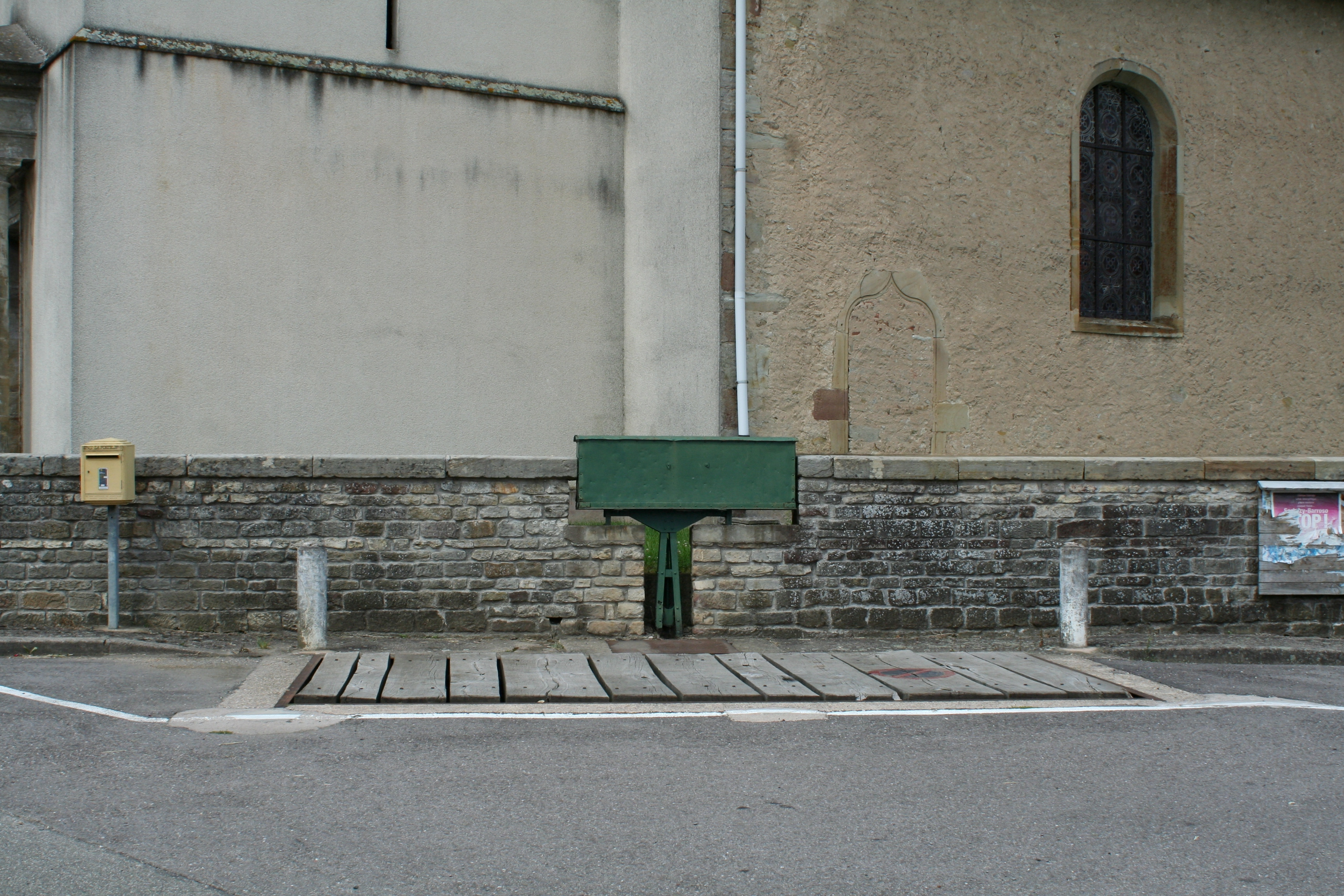
Poids public à Saint-Maurice-sur-Mortagne.

## Pont-bascule
Ne doit pas être confondu avec Pont basculant.
Le pont-bascule (ou pont à bascule) est un dérivé de la bascule ; il est destiné au pesage de camions, de véhicules industriels ou agricoles. La longueur du tablier (en béton ou métallique) peut atteindre une vingtaine de mètres ; la portée s'évalue en dizaines de tonnes, elle peut dépasser 150 t pour les modèles dédiés au pesage de wagons.
Certains modèles, composés d'éléments démontables et transportables de faible poids, sont mobiles.

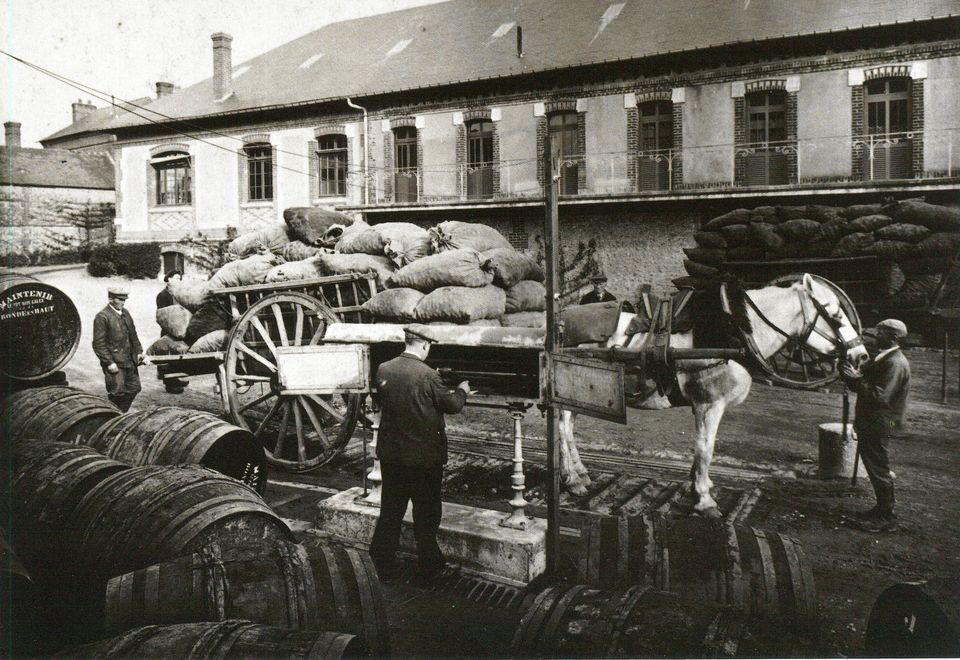
Pont bascule à Moret-sur-Loing devant la Coopérative agricole, vers 1900
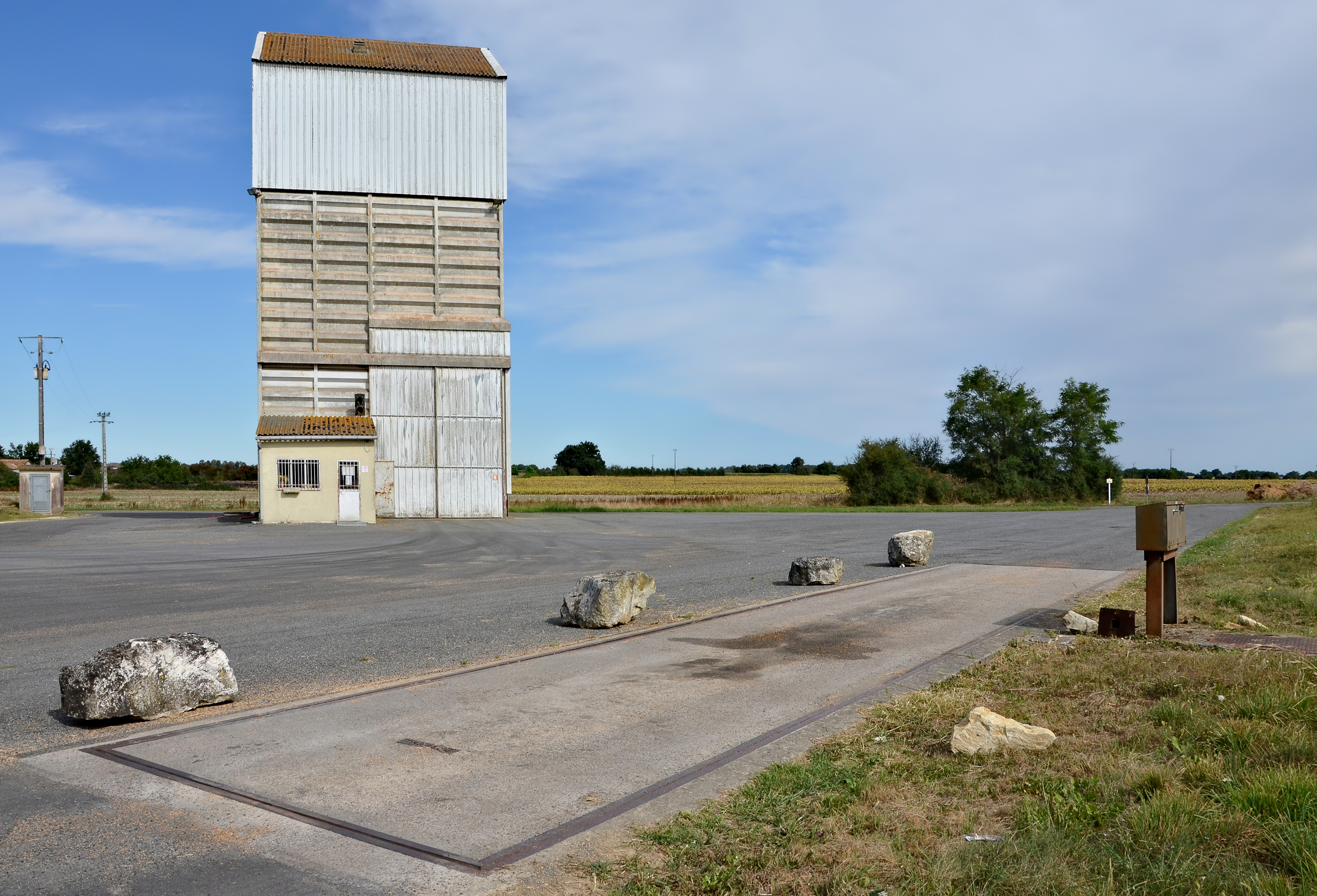
Pont-bascule du silo de La Chapelle-Bâton.
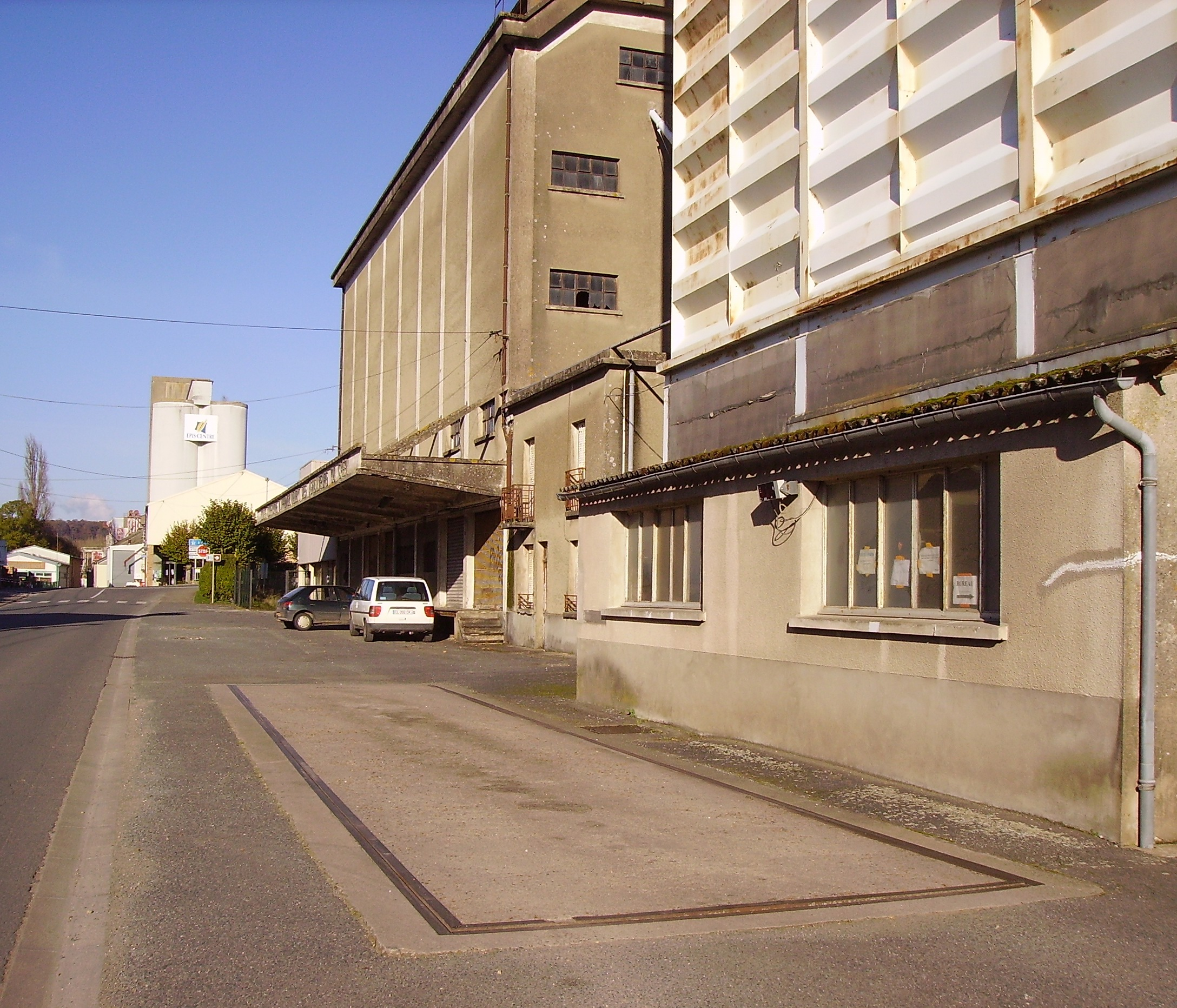
Pont-bascule des silos de Saint-Satur.
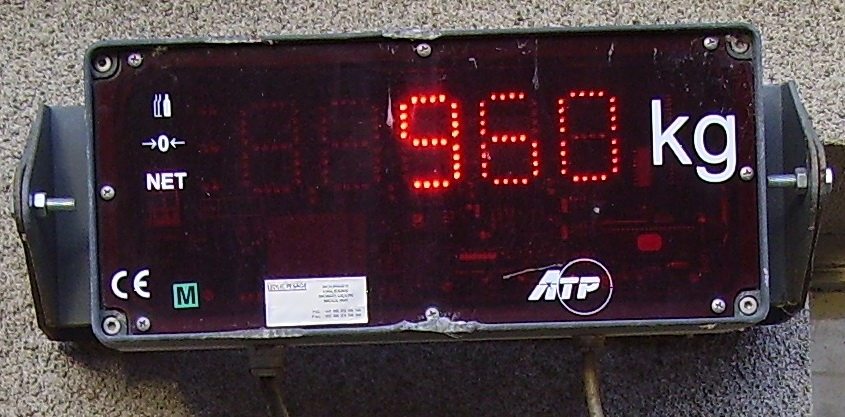
Son indicateur de pesage, lié au capteur de force.